# CLUB-K SUPER
CLUB-K SUPER（クラブ-ケー・スーパー）は、日本のプロレス団体であるKAIENTAI DOJOが主催するプロレスの大会である。

## 概要
- 旗揚げ戦から「CLUB-K SUPER'」として、毎年4月に開催している旗揚げ記念興行。

2003年から周年「CLUB-K SUPER ev.2」としてナンバリングが付いている。
2004年の「ev.3」は東京と大阪で開催している。
2005年からは「RAVE」と「GET」による全面対抗戦となる。
- 2009年より「CLUB-K SUPER evolution.」と改題、周年がナンバリングとなる。

それに伴い、08年「ev.7 (6周年)」、09年「evolution.7 (7周年)」となった。
- 旗揚げから週末に敢行している「CLUB-K」シリーズ最も大きなイベントとなっている。
- タイトル戦の他、他団体からゲスト参戦による特別試合など組まれる。
- 主な会場はホームであるBlue Fieldの他に新宿FACE、大きなイベントとしては後楽園ホール、ディファ有明、千葉ポートアリーナなど使用している。
- 毎月開催を主にしているが、開催されない月もあり、近年では地方興行でも使用されている。

## 歴代ゲスト
CLUB-K SUPER ev.2 K-first anniversary (2003年4月20日　ディファ有明)
倉垣ツバサ、森山大、つぼ原人、藤田ミノル
CLUB-K SUPER ev.3 (2004年4月25日　ディファ有明)
Aky、佐野直、超人勇者Gヴァリオン、リッキー・フジ、李日韓、矢郷良明、ザ・グレート・サスケ、GENTARO、関本大介
CLUB-K SUPER ev.4 (2005年4月3日　後楽園ホール)
マイケル岩佐、ダニエル三島、矢郷良明、ディック東郷
CLUB-K SUPER ev.5 (2006年4月5日　後楽園ホール)
矢郷良明
CLUB-K SUPER ev.6 (2007年4月8日　後楽園ホール)
CLUB-K SUPER ev.7 (2008年4月13日　後楽園ホール)
美月凛音、植松寿絵、NOSAWA論外、MAZADA、TAKEMURA、マグニチュード東京、Quiet storm、佐野直、田村和宏、タイガースマスク
CLUB-K SUPER evoluton.7 (2009年4月12日　千葉ポートアリーナ・サブアリーナ)
さすけ、Quiet storm
CLUB-K SUPER evoluton.8 (2010年4月8日　後楽園ホール)
ヤス・ウラノ、ヘイト、GENTARO、日高郁人
CLUB-K SUPER evolution9 (2011年4月17日　後楽園ホール)
ベナーム・アリ、オーウェン・F、真琴、朱里、松田慶三、Quiet storm、プリンス・デヴィット、田口隆祐
KAIENTAI DOJO 10周年記念興行 CLUB-K SUPER evolution10 (2012年4月8日　後楽園ホール)
HIROKI、ヤス・ウラノ、中川ともか、上林愛貴、アップルみゆき、リッキー・フジ、ザ・グレート・サスケ、矢郷良明、大石真翔、邪道、外道、十嶋くにお、Mr.X、X No.2、X No.5、Hi69、安沢たく、Hard core kid 狐次郎、ダンディ拓也、ロミー鈴木、堀内和也、岩虎タケト、石坂鉄平、お船、TAKUみちのく、TOMOみちのく）、Mr.X、マイク・リーJr.、KUSHIDA、木高イサミ、小幡優作、筑前りょう太、GENTARO
CLUB-K SUPER evolution11 (2013年4月14日　後楽園ホール)
チャーリー・サモン・オージー、アレックス・リー、上林愛貴、石橋葵、羽柴まゆみ、ナス晃太郎、南条隼人
CLUB-K SUPER evolution12 (2014年4月13日　後楽園ホール)
大石真翔、真琴、NASUバンデラス、柴タンク、KAI、タイガースマスク、福田洋、HIROKI、カズ・ハヤシ、近藤修司
CLUB-K SUPER evolution13 (2015年4月12日　後楽園ホール)
岩崎孝樹、秋庭遼也、仲川翔大、日向小陽、加藤悠、米山香織、石橋葵、神田愛実、NASUバンデラス、TEPPEI、葛西純、吹本賢児、Hi69、木高イサミ